# Боголюбов Олексій Петрович
Олексі́й Петро́вич Боголю́бов  (*28 березня 1824 — †7 листопада 1896) — російський живописець.
Вчився в Академії мистецтв (1850—1853). З 1858 — академік. Член товариства передвижників (1873). З 1853 — художник Головного морського штабу. Реалістична творчість Боголюбова зберігає цінні традиції академічного панорамно-видового живопису («Гирло Неви», 1872, «Краєвид у Кронштадті», 1873, та інші).
Боголюбову належить серія полотен з історії російського флоту («Гангутський бій», 1876, «Битва біля Красної гірки» тощо).